# Theravada

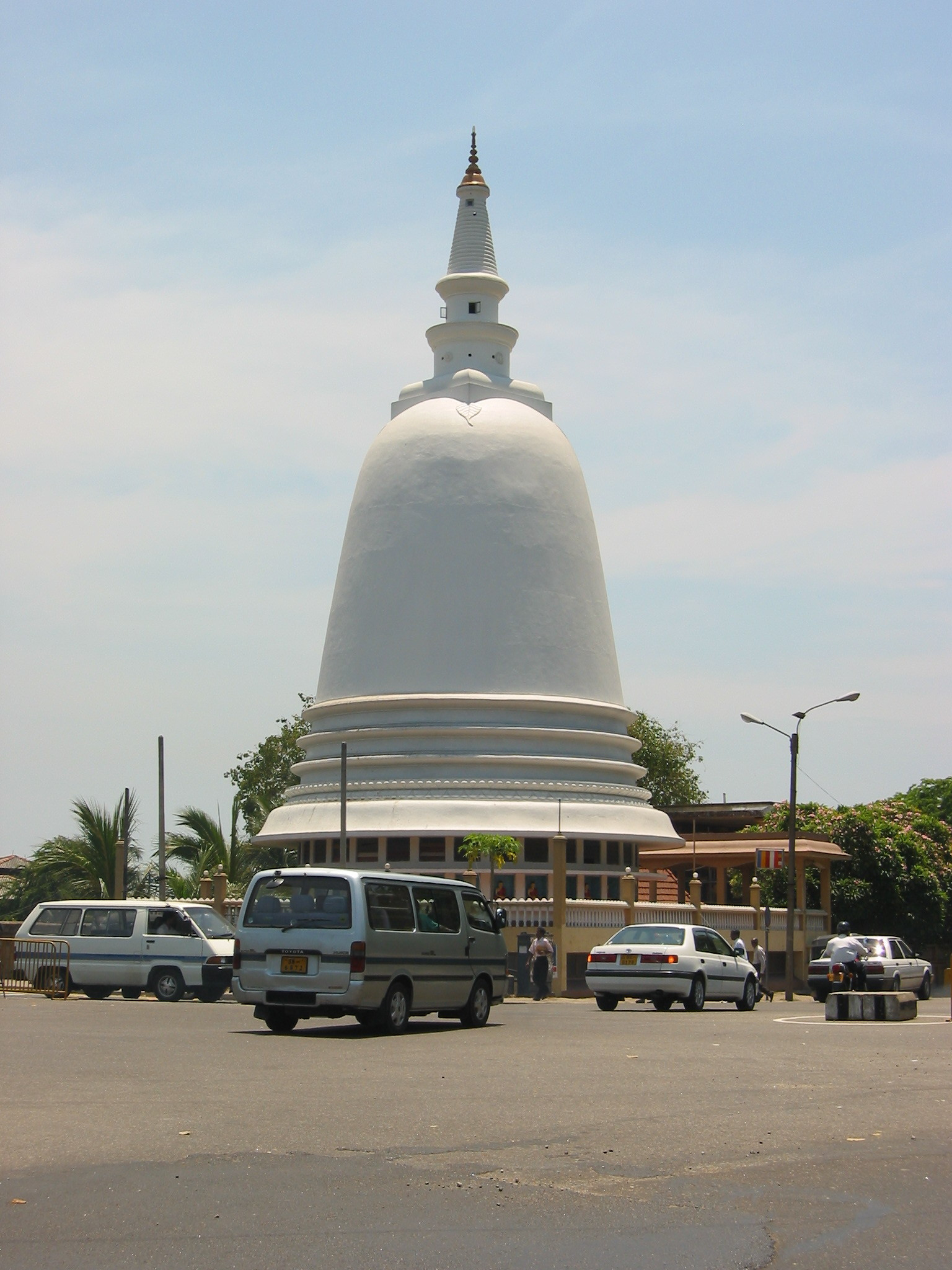
Dagoba (Colombo, Sri Lanka)

„Großer Buddha“, die 12 Meter hohe Buddha-Statue auf Koh Samui, Thailand

Der Theravāda (Pali: Schule der Ältesten) ist die älteste noch existierende Schultradition des Buddhismus. Er führt seinen Ursprung auf jene Mönchsgemeinde zurück, die zu den ersten Anhängern des Buddha gehörte. Der Theravada ist heute vor allem in Sri Lanka, Myanmar, Thailand, Kambodscha, Laos und teilweise auch in Vietnam und der VR China (in Yunnan) verbreitet. Vom Mahayana wird er zum Hinayana gezählt, während diese Zuordnung vom Theravada selbst als historisch falsch und inhaltlich abwertend zurückgewiesen wurde.

## Entwicklung
Drei Monate nach dem Tod des Buddha traten seine Schüler in Rajagaha, heute Rajgir im indischen Bundesstaat Bihar, zum ersten Konzil zusammen, um den Dhamma, die Lehre und den Vinaya, die Ordensregeln gemäß den Lehrreden des Buddha festzuhalten [Cullavagga XI]. Hier wurde der Grundbestand des späteren Pali-Kanons festgelegt. Die Überlieferung erfolgte zunächst nur mündlich, da Schrift zu dieser Zeit in Indien für spirituelle Werke als nicht angemessen galt. Etwa 100 Jahre später fand in Vesali das zweite Konzil statt [Cullavagga XII]. Anlass war vor allem das Abweichen der Mönche von Vesali von Buddhas Anweisung, dass Ordinierte Geld und Gold nicht annehmen sollen.
Insgesamt hatten die Mönche von Vesali 10 „Thesen“ aufgestellt, die zur Kontroverse führten:
1. „Salzhörnchen“, d. h. man könne Salz auch nach dem Mittag verwenden
2. „zwei Fingerbreit“, d. h. man könne nach dem Zenit (Sonnenhöchststand) noch so lange weiter essen, bis der Schatten zwei Finger breit weiter gewandert sei
3. „ins Dorf gehen“, d. h. nachdem man gegessen hat und weitere Speisen ablehnte, dann doch noch woanders etwas zu essen
4. „Kloster“, d. h. verschiedene (Mönchs-)Gemeinschaften halten getrennt Uposatha ab
5. „Zustimmung“, d. h. eine unvollständige Gruppe darf Ordensverfahren durchführen
6. „Gewohnheit“, d. h. man folgt den Gepflogenheiten des Vorgesetzten, auch wenn es nicht ganz richtig erscheint
7. „Unverrührt“, d. h. (noch) nicht ganz vergorene Milch verzehren, nachdem das Mahl beendet wurde
8. „Angegorenes trinken“, d. h. etwas trinken, das noch nicht ganz als Rauschtrank bezeichnet werden kann
9. „ungesäumte Sitzunterlage“, d. h. die Benutzung einer solchen
10. eben das Annehmen bzw. die Verwendung von Gold und Silber (also Geld)
Interessanterweise wurde auf diesem Konzil nicht der Text des Sutta-Pitaka rezitiert bzw. revidiert, sondern es wurden nur jene ordensrechtlichen Fragen geklärt.
Darüber hinaus gab es Unklarheiten über die Ansprüche an einen Arahat, einen Erwachten, sowie abweichende Vorstellungen über den Charakter des Buddha selbst. Der wurde nämlich von einigen nicht mehr als Mensch, sondern eher als göttliches (transzendentes) Wesen gesehen, das es rituell zu verehren galt. Diese Auffassungen wurde von jenen zurückgewiesen, die sich fortan Sthaviravāda, „Schule der Alten“ nannten. Die davon abweichende Gruppierung spaltete sich ab, erklärte sich zur Mehrheit, zur „Großen Sangha“, Mahasanghika, und ging fortan eigene Wege. Sie zerteilte sich in Unterschulen und löste sich nach wenigen Jahrhunderten auf oder ging in die neuen Mahayana-Schulen über.
Die übliche Aussage, dass es fortan insgesamt 18 verschiedene Schulen Nikaya oder gar Sekten des indischen Buddhismus gegeben habe, ist wenig haltbar, da es sich bei dieser Zahl um eine in Indien vielfach in unterschiedlichsten Zusammenhängen benutzte, rein symbolische Zahl handelt (ebenso wie die Zahlen 108 und 84.000), so wie im westlichen Sprachgebrauch der Ausdruck „ein Dutzend“. Tatsächlich sind weit mehr Namen von Mönchs-Gruppierungen überliefert, doch sie stehen nicht für Sekten oder Schulen, sondern zumeist nur für den Ort ihrer Verbreitung.
Ca. 200 Jahre später gab es jedoch erstmals unterschiedliche Lehrauffassungen über grundlegende Fragen im Zusammenhang mit der inzwischen entstandenen Systematisierung der buddhistischen Philosophie und Psychologie unter der Bezeichnung Abhidhamma (Pali) oder Abhidharma (Sanskrit). Während der Mitte des 3. Jahrhunderts v. Chr. trat in Pataliputra (heute Patna), unter der Schirmherrschaft von Kaiser Ashoka und dem Vorsitz des Mönchs Moggaliputta Tissa, das 3. Konzil zusammen. Ziel der Versammlung war es, die unterschiedlichen Auffassungen zu klären und noch einmal festzulegen, welche Lehrreden zum  Bestand des gemeinsam überlieferten Text-Kanons gehören sollten. Die hierbei vertretenden Lehrmeinungen wurden nach dem Konzil im Buch Kathavatthu beschrieben und zu einem Bestandteil der 7 Bücher des Abhidhammapitaka. Insofern der Pali-Abhidhamma in der Mahayana-Tradition nicht bekannt ist, ist auch dieser Konzilsbericht dort nicht bekannt. Zusammen mit dem Sutta-pitaka, den einige Zeit danach erstmals schriftlich niedergeschriebenen Lehrreden des Buddha, und dem Vinayapitaka, der Sammlung der Ordensregeln und Ordensgeschichte, bilden die Abhidhamma-Texte, den in Pali verfassten Tipitaka, „Dreikorb“ (auch „Pali-Kanon“ genannt) die älteste vollständig erhaltene Sammlung von buddhistischen Texten in einer indischen Sprache.
Die Texte und Lehrmeinungen des Pali-Kanons wurden vom Konzil als authentische Grundlage der buddhistischen Lehre anerkannt. Die beim Konzil unterlegene Schule des Sarvastivada, die vom Mahayana später als (die eigentliche) Hinayana-Schule gesehen wurde, musste daraufhin ihren örtlichen Schwerpunkt in das Gebiet der griechisch beherrschten und beeinflussten Königreiche in Kaschmir, Pakistan und Afghanistan (Gandhara und Baktrien) verlegen. Von dort konnte sich diese Schule dann über die durch dieses Gebiet führende, berühmte Seidenstraße in den folgenden Jahrhunderten nach Zentralasien und bis nach China, Korea und Japan ausbreiten.

## Verbreitung

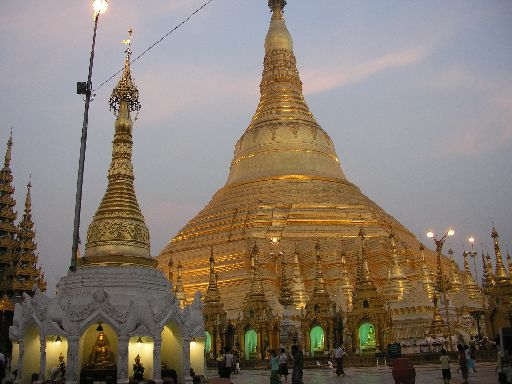
Shwedagon-Pagode (Yangon, Myanmar)

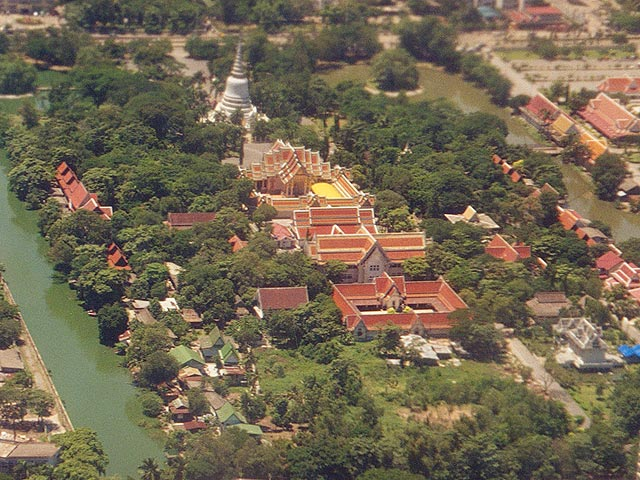
Wat Phra Sri Mahathat, Meditationstempel in Bang Khen, Nord-Bangkok

Nach dem Ende des 3. Konzils brachten der Mönch Mahinda und die Nonne Sanghamitta, Sohn und Tochter Ashokas, den Tipitaka in das Königreich Sri Lanka, wo der Buddhismus in Gestalt des Theravada gleichsam zur Staatsreligion wurde und bis heute erhalten ist. Einige Jahrhunderte später wurde er von Sri Lanka aus durch buddhistische Missionare über das Meer auch nach Südostasien in das Gebiet des heutigen Myanmar, damals ein Königreich der Mon, übermittelt. Einheimische Überlieferungen datieren diese Übertragung auf die Zeit der Regentschaft Kaiser Ashokas oder noch früher. Gesichert ist das Auftreten des Theravada in dieser Region aber erst ab dem 5. Jahrhundert. Von dort wurde er auch weiter östlich, im Gebiet des heutigen Thailand, verbreitet. Auch hier berichten Überlieferungen von frühen Missionaren Kaiser Ashokas, die nach Nakhon Pathom, eine der ältesten Städte Thailands und damals von Mon bewohnt, gekommen waren und von dort das Land bereisten. Funde belegen eine Verbreitung ab dem 6. Jahrhundert. Die Thai, die bereits seit dem 6. Jahrhundert aus dem südlichen China kommend nach Südostasien eingewandert waren, übernahmen den Theravada von der dort ansässigen Bevölkerung. Als sie im 11. und 12. Jahrhundert schließlich in die Ebene Zentralthailands vordrangen und ihre ersten Königreiche, Sukhothai und später Ayutthaya gründeten (siehe auch Geschichte Thailands), wurde der Theravada Staatsreligion. Zugleich übernahmen auch die Bewohner des Reiches um Luang Prabang, also dem heutigen Laos, diese Form des Buddhismus. Im 13. Jahrhundert bestieg Srindravarman (regierte 1295–1309) den Thron des Khmer-Königreiches Kambuja (heute Kambodscha). Er war der erste der Könige von Angkor, der Anhänger des Theravada war. Zwar verlor Kambuja mit und nach ihm zusehends an Macht und Einfluss, der Theravada ist aber seither auch in Kambodscha und dem südlichen Vietnam die am weitesten verbreitete Religion.
Gegenwärtig bekennen sich etwa 80 % der Einwohner Sri Lankas, 89 % der Burmesen, 94 % der Thais, 60 % der Laoten und 95 % der Kambodschaner zum Theravada. Daneben gibt es Anhänger in Vietnam und in Südwest-China (Yunnan). In Indien nimmt seit der Unabhängigkeit von den Briten, angeregt durch Dr. Ambedkar, Mitstreiter Gandhis und Autor der indischen Verfassung, die Zahl der Theravada-Buddhisten heute vor allem unter der Kaste der Dalit, der „Unberührbaren“, wieder beträchtlich zu, da sie in der Konversion zum Buddhismus einen der indischen Kultur selbst entstammenden Weg sehen, der Diskriminierung durch das hinduistische Kastensystem zu entgehen.

## Lehre (Pali Dhamma)

### Nibbāna (Verlöschen)
Höchstes Ziel jedes Schülers des Theravada ist die Befreiung von selbstverursachtem Leiden (duḥkha) und das Erlangen von „Nibbāna“ (sanskrit: Nirvāṇa), dem Überwinden von jeglichem, durch Täuschung, Begehren und Abneigung (auch Verblendung, Gier und Hass genannt) herbeigeführtem Anhaften (upadana) an einem illusionären Ich, d. h. einer (ewigen) Seele (atta, ātman) und ebenso illusionären Dingen (śaṅkara) und damit das Verlassen des Kreislaufs (Saṃsāra) – auf gut Deutsch „Hamsterrades“ oder „Teufelskreises“ oder „Kreislauf des Leidens“ – leidvoller Reinkarnationen (nicht zu verwechseln mit dem christlichen Begriff der Wiedergeburt). Nibbāna ist auch nicht vergleichbar mit der Vorstellung des Paradieses im Judentum, Christentum oder Islam. Weder das Ich oder eine Seele, oder gar der Körper, noch das Glück sind, gemäß buddhistischer Lehre, ewig und  beständig. Alles existiert in beständigem Fluss und wechselseitiger Bezogenheit. Nibbāna bedeutet das Erkennen der Prozesshaftigkeit und Vernetztheit aller Dinge und Zustände und die Überwindung des geistigen „Ergreifens“ und „Anhaftens“ an den vordergründigen Erscheinungen der Welt. Das Erreichen des Nibbāna ist auch nicht gleichzusetzen mit dem Tod. Siddhattha Gotama (sanskrit: Siddhārtha Gautama), der historische Buddha selbst, lebte und unterrichtete noch 45 Jahre, nachdem er Bodhi („Erwachen“) erfahren und damit Nibbāna erreicht hatte.
Buddha war ein Samma-Sambuddha, das heißt ein Buddha, der in der Lage ist, die Vier Wahrheiten des geistig Edlen, die unabhängig davon bestehen, ob ein Buddha erscheint oder nicht, einer ganzen Welt zu verkünden.

### Bodhi (Erwachen)
Gemäß der Theravada-Lehre gibt es drei Arten von Bodhi, durch die ein Buddhist Nibbāna verwirklichen kann:
- Savaka-Bodhi wird von jenen erreicht, die Bodhi als Schüler eines spirituellen Lehrers erlangen. Ein solcherart Erwachter wird Arahat (auch Arhat) genannt. Arahats sind selbst, nicht zuletzt auf Grund der eigenen Erfahrung, hilfreiche Lehrer für andere.
- Pacceka-Bodhi wird erreicht ohne die Hilfe oder Unterweisung durch Lehrer. Ein in dieser Weise Erwachter wird Pratyeka-Buddha („Einzelerwachter“) genannt. In der Tipitaka steht dazu, dass solche Buddhas zwar in größerer Zahl erscheinen können, aber nur in Zeiten, in denen die Lehre (Dhamma) verloren ist. Die Fähigkeit eines Pratyeka-Buddha, anderen Menschen auf dem Weg zum Erwachen zu helfen, ist geringer als bei den beiden anderen Erscheinungsformen der Buddhas.
- Samma-Sambodhi ist die höchste, perfekte Form des Bodhi (Erwachens). Wie ein Pratyeka-Buddha erreicht ein Samma-Sambuddha („Vollkommen Erwachter“) Bodhi durch eigene Kraft, ohne die Unterweisung durch andere. Aber er hat auch die Fähigkeit anderen das Dhamma weiterzugeben und sie ebenfalls zum Nibbāna, zur Befreiung aus dem Samsara, zu begleiten. Während die Art der Befreiung für alle drei Wesen dieselbe ist, gilt ein Vollkommen Erwachter aufgrund seiner Befähigung zum Lehren als höchste Autorität.

### Bodhisattva
Im Theravada wird ein Bodhisattva als jemand betrachtet, der Erlösung sucht, um in der Folge anderen auf ihrem Weg helfen zu können. Buddha selbst war in seinen früheren Inkarnationen, bevor er als Siddhartha Gautama geboren wurde, ein Bodhisattva gewesen. In den Texten der Jataka (Geburtsgeschichten), die von den früheren Leben des Buddha erzählen und Teil der Suttapitaka des Tipitaka sind, wird auch davon berichtet. Sie werden von buddhistischen Laien gerne als Inspirationsquelle benutzt. Jeder Praktizierende, der oder die sich dem Bodhisattva-Ideal verpflichtet fühlt, und sich in den 10 Paramitas (Pali: Paramis) = Vollkommenheiten wie Großzügigkeit, meditative Versenkung etc. übt, gilt im Theravada als Bodhisattva (oder Pali: Bodhisatta). Dies hat damit zu tun, dass es die innere Einstellung ist, die einen zum Bodhisattva macht, und nicht das Fahrzeug, in welchem man formell praktiziert.

### Unterschiede zum Mahayana
Während der Theravada, mit sehr wenigen Ausnahmen, praktisch ausschließlich die Texte des Pali-Tipitaka als Grundlage für die Lehre und das Leben der Mönche und Nonnen als ein besonderes Praxis-Ideal akzeptiert, wurde im Mahayana nie ein endgültiger Kanon von Schriften festgelegt, die Lehre an kulturelle Besonderheiten angepasst, und zum Teil auch das monastische Ideal zugunsten weltlicher Orientierung aufgegeben. Zwar bildet der Sanskrit-Tipitaka auch hier den Kern der Überlieferung, daneben wurden aber auch andere Sutras herangezogen, beispielsweise, um nur einige der bedeutendsten zu nennen, das Herz-Sutra (Prajnaparamita-Sutra), das Diamant-Sutra (Vajrachhedikaprajnaparamita-Sutra) und das Lotos-Sutra (Saddharmapundarika-Sutra).
Ein weiterer wesentlicher Unterschied ist, dass die drei Wege, Bodhi und damit Nibbāna zu erreichen, wie sie der Theravada kennt, im Mahayana zugunsten der Bodhisattvaschaft verschoben wurden. Nicht das Erreichen des Nibbāna durch eigene Kraft, wie es der Theravada kennt, steht im Mittelpunkt, sondern das Ideal des Bodhisattva, der auf das Parinibbāna, das endgültige Aufgehen im Nibbāna nach dem Tod, verzichtet, um stattdessen anderen auf ihrem Weg zum Erwachen zu helfen. Der Mahayana kennt eine Vielzahl von Bodhisattvas. Neben Maitreya sind Avalokiteshvara und Manjushri zwei der bedeutendsten.